# Claudio Venturi
Claudio Venturi (Zocca, 20 febbraio 1960) è un ex calciatore italiano, di ruolo centrocampista.

## Carriera
Cresciuto nelle giovanili dell'Inter, nel 1978 passa in prestito al Trapani, con cui disputa due stagioni da titolare tra Serie C2 e Serie D. Nel 1980 l'Inter lo cede ancora in prestito, questa volta alla SPAL, con cui esordisce in Serie B disputando 5 partite. Nelle annate successive rimane in forza agli estensi, che ne riscattano la proprietà dall'Inter, pur senza mai conquistare il posto da titolare in due stagioni di Serie C1 e una di Serie B.
Nell'ottobre 1983 scende in Serie C2, acquistato dal Venezia, dove rimane come titolare fino all'autunno 1986, quando passa al Trento in Serie C1. L'anno successivo torna tra i cadetti, acquistato dal Piacenza: impiegato da Battista Rota come fluidificante, disputa 30 partite contribuendo alla prima salvezza degli emiliani tra i cadetti. Nella stagione successiva, non rientrando nei piani del nuovo allenatore Enrico Catuzzi, passa al Modena in ottobre, rimanendovi per due annate. Conclude la carriera con due stagioni nell'Alessandria, con cui ottiene la promozione in Serie C1 nel 1991.
In carriera ha disputato 53 partite in Serie B (con SPAL e Piacenza), realizzando un gol.

## Palmarès
- Campionato italiano Serie C2: 1

Alessandria: 1990-1991